# サガリバナ科
サガリバナ科 (サガリバナか、Lecythidaceae) は被子植物の科のひとつで、およそ25属300種が含まれる。日本にはサガリバナとゴバンノアシが自生種として知られている。また、ホウガンノキは特異な果実の熱帯樹木として知られる。

## 形態・分布
熱帯、特に熱帯アメリカ、西アフリカを中心に分布する。木本で、花は放射相称または左右相称、雄蕊は時に1000本になる。子房は下位。

## 分類
5亜科に分けられ、25属に約300種が属する
。
以下、亜科と属との関係 は Stevens (2001-) に基づいて、属と種の分布は Tulig, Govaerts & Mori (2021) に基づいて記す。

### ナポレオナエア亜科（Napoleonaeoideae）
ナポレオナエア亜科 Napoleonaeoideae (A.Rich.) Benth. は以下の1属のみからなる。
- Napoleonaea P.Beauv. ナポレオンノキ属[2] - 熱帯アフリカ西部からアンゴラにかけて分布する17種からなる属。
  - Napoleonaea imperialis P.Beauv. ナポレオンノキ[2][3] - ベナン南部とナイジェリアに分布する。

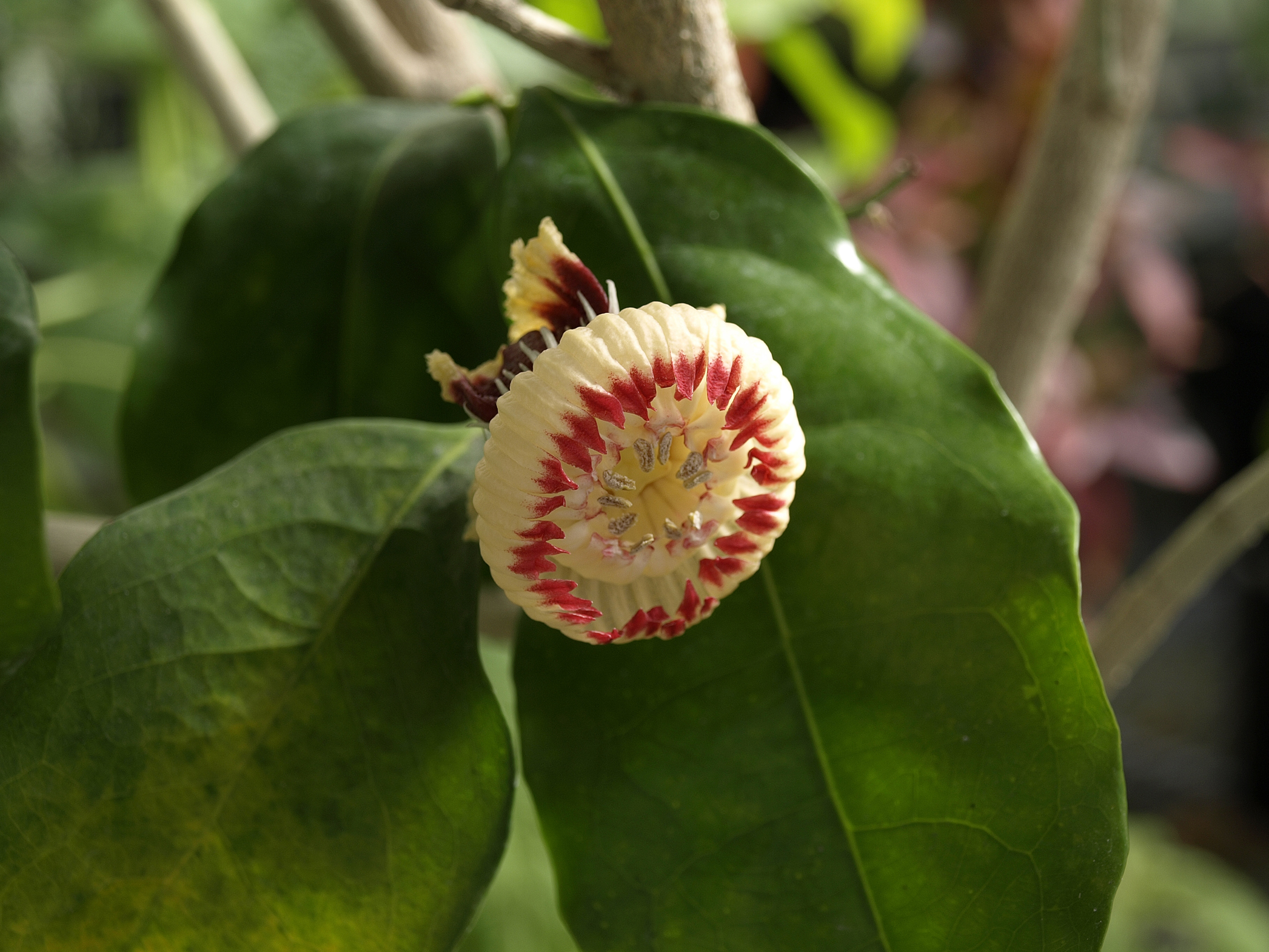
ナポレオンノキ（Napoleonaea imperialis）

### Asteranthoideae
以前は Scytopetaloideae して知られていた亜科 Asteranthoideae Reveal は基本的に熱帯アフリカ西部に分布するが、Asteranthos属のみ南米に分布する。
- Asteranthos Desf. - コロンビア東部からベネズエラ南部およびブラジル北部に分布する Asteranthos brasiliensis Desf. ただ1種のみからなる属。
- Brazzeia Baill. - 3種
  - Brazzeia congoensis Baill. - 熱帯アフリカ西中央部に分布。
  - Brazzeia longipedicellata Verdc. - コンゴ民主共和国東部からウガンダ南西部にかけて分布。
  - Brazzeia soyauxii (Oliv.) Tiegh. - 熱帯アフリカ西中央部に分布。
- Crateranthus Baker f. - 4種
  - Crateranthus cameroonensis Cheek & Prance - カメルーン固有種。
  - Crateranthus congolensis Lecomte - ガボンおよびコンゴ民主共和国に分布。
  - Crateranthus letestui Lecomte - ガボンおよびコンゴ共和国に分布。
  - Crateranthus talbotii Baker f. - ナイジェリア南部からガボンにかけて分布。
- Oubanguia Baill. - 3種。いずれもナイジェリア南東部から熱帯アフリカ西中央部にかけて分布する。
  - Oubanguia africana Baill.
  - Oubanguia alata Baker f.
  - Oubanguia laurifolia (Pierre) Tiegh.
- Pierrina Engl. - 熱帯アフリカ西中央部に分布する Pierrina zenkeri Engl. ただ1種のみからなる属。
- Rhaptopetalum Oliv. - 熱帯アフリカ西部および西中央部に分布する13種からなる属。
- Scytopetalum Pierre ex Engl. - 4種
  - Scytopetalum kamerunianum Engl. - 熱帯アフリカ西中央部に分布。
  - Scytopetalum klaineanum Pierre ex Engl. - 熱帯アフリカ西中央部に分布。
  - Scytopetalum pierreanum (De Wild.) Tiegh. - 熱帯アフリカ西中央部に分布。
  - Scytopetalum tieghemii (A.Chev.) Hutch. & Dalziel - 熱帯アフリカ西部に分布。

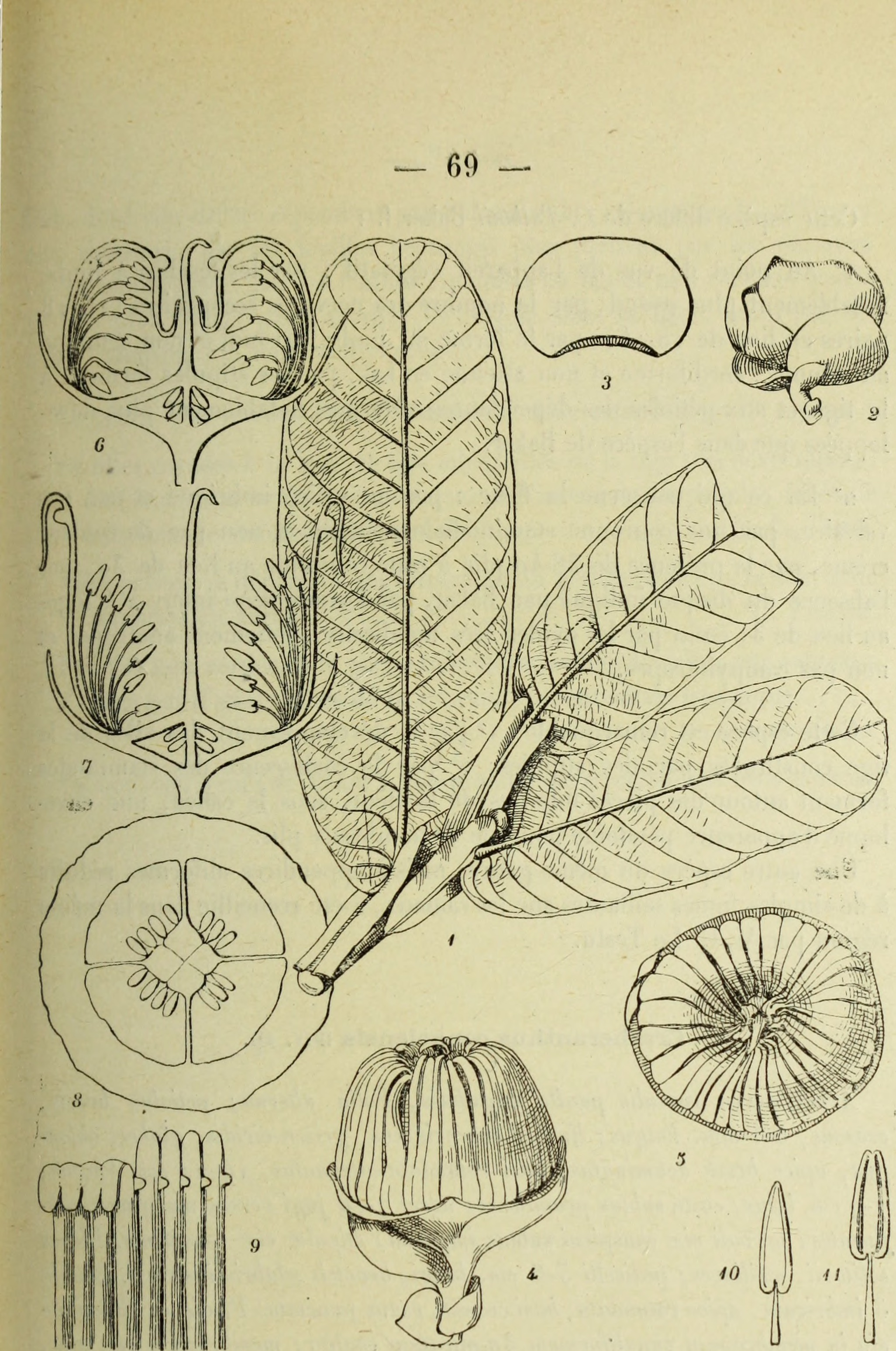
Crateranthus letestui の図版
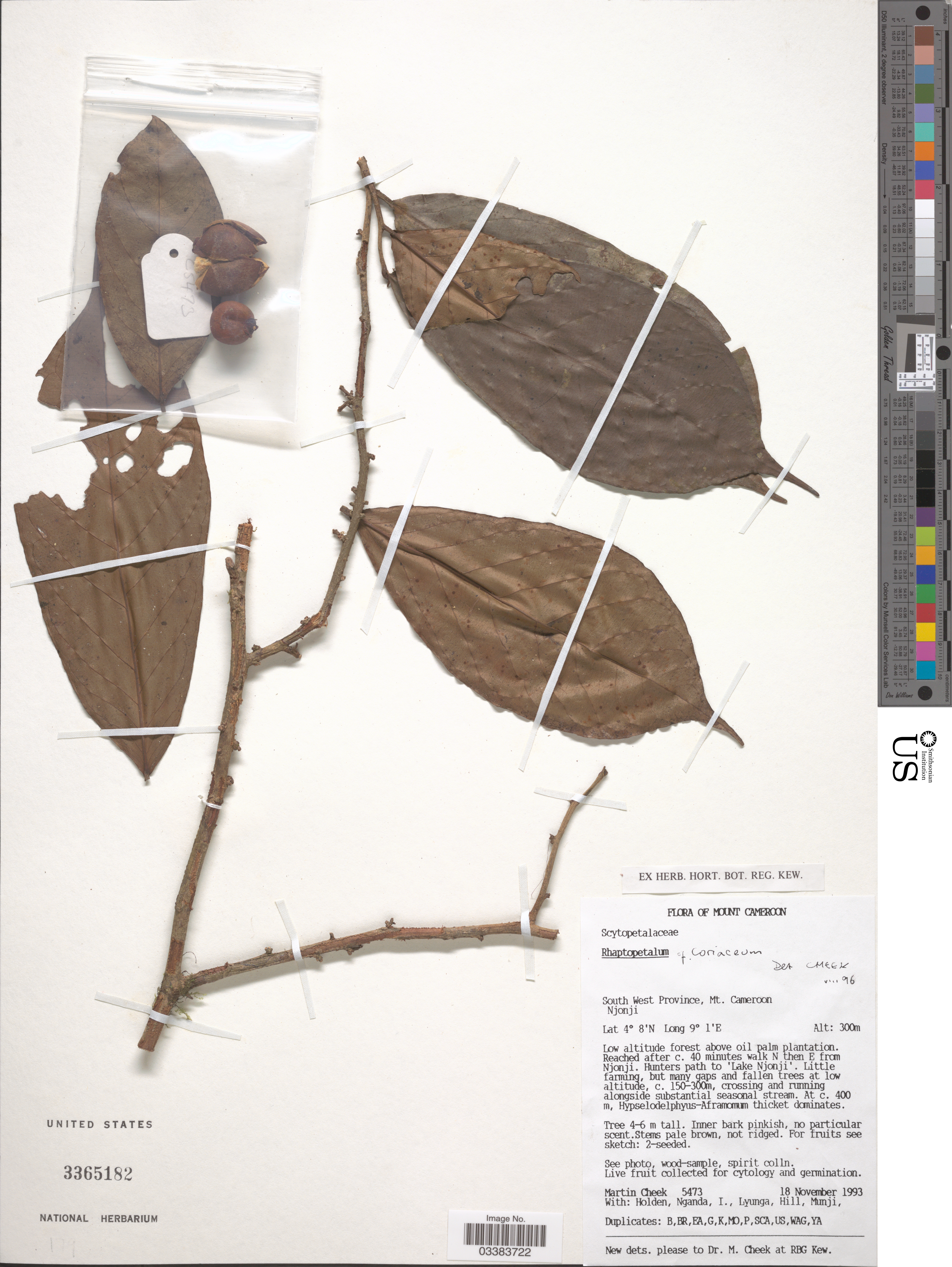
Rhaptopetalum coriaceum Oliv. と推定される種の標本（カメルーン山の森にて採取）

### Lecythidoideae
亜科 Lecythidoideae Beilschmied は新熱帯に10属が見られる。
- Allantoma Miers[4] - 熱帯アメリカに見られる8種からなる属。Allantoma lineata (Mart. ex O.Berg) Miers（ベネズエラ南部からブラジル北部にかけて分布）は1858年にCouratari属として記載されていた種を1874年に移したものであるが、その他の7種は2008年にCariniana属から移されたものである[5]。
- Bertholletia Bonpl. ブラジルナット属[2] - 熱帯アメリカ南部産のブラジルナッツ（Bertholletia excelsa Bonpl.）ただ1種のみからなる属。
- Cariniana Casar. - 熱帯アメリカ南部に分布する9種からなる属。
  - Cariniana legalis (Mart.) Kuntze ジェクイチバ（ブラジルポルトガル語: jequitiba）[6] - ブラジル東部にのみ分布する。
  - Cariniana pyriformis Miers アルバルコ（コロンビアスペイン語: albarco）[6] - コロンビア北部からベネズエラ北西部原産。
- Corythophora R.Knuth - 4種
  - Corythophora alta R.Knuth - ブラジル北部固有種。
  - Corythophora amapaensis Pires ex S.A.Mori & Prance - 仏領ギアナからブラジル（アマパー州）にかけて分布。
  - Corythophora labriculata (Eyma) S.A.Mori & Prance - スリナム固有種。
  - Corythophora rimosa W.A.Rodrigues - 仏領ギアナおよびブラジル北部に分布。亜種 rubra S.A.Mori が存在。
- Couratari Aubl. - 熱帯アメリカ中央部および南部にかけて分布する19種からなる属。
- Couroupita Aubl. ホウガンノキ属 - 3種
  - Couroupita guianensis Aubl. ホウガンボク[3][6]（別名: ホウガンノキ[7]; 英: cannon ball tree）- パナマから熱帯アメリカ南部にかけてが原産地。
  - Couroupita nicaraguarensis DC. - 中央アメリカからエクアドルにかけて分布する。
  - Couroupita subsessilis Pilg. - ブラジル北部およびペルー北部に分布する。
- Eschweilera Mart. ex DC. - メキシコ南部から熱帯アメリカ南部、トリニダード島にかけて分布する100種近くからなる属。
- Grias L. - ジャマイカ、中央アメリカからペルーにかけて分布する12種からなる属。
  - Grias cauliflora L. アンチョビーナシ（英: anchovy pear）[6] - ジャマイカ、中央アメリカからコロンビアにかけて分布する。
- Gustavia L. - 熱帯アメリカ中央部および南部に分布する46種からなる属。
  - Gustavia augusta L.（シノニム: G. marcgraaviana Miers）シロバナグスタビヤ[3] - 熱帯アメリカ南部に分布する。
  - Gustavia gracillima Miers ベニバナグスタビヤ[3] - コロンビア西部固有種。
  - Gustavia superba (Kunth) O.Berg ウラベニグスタビヤ[3] - パナマからエクアドル北西部にかけて分布する。
- Lecythis Loefl. パラダイスナットノキ属 - 熱帯アメリカ中央部および南部にかけて分布する30種からなる属。
  - Lecythis pisonis Cambess.（シノニム: L. paraënsis Huber ex Ducke）パラダイスナットノキ[3] - コロンビア（カケタ県）からブラジルおよびペルーにかけて分布する。
  - Lecythis zabucajo Aubl. ザブカヨノキ[3]（別名: サプカヤナット[6]） - 熱帯アメリカ南部に分布。

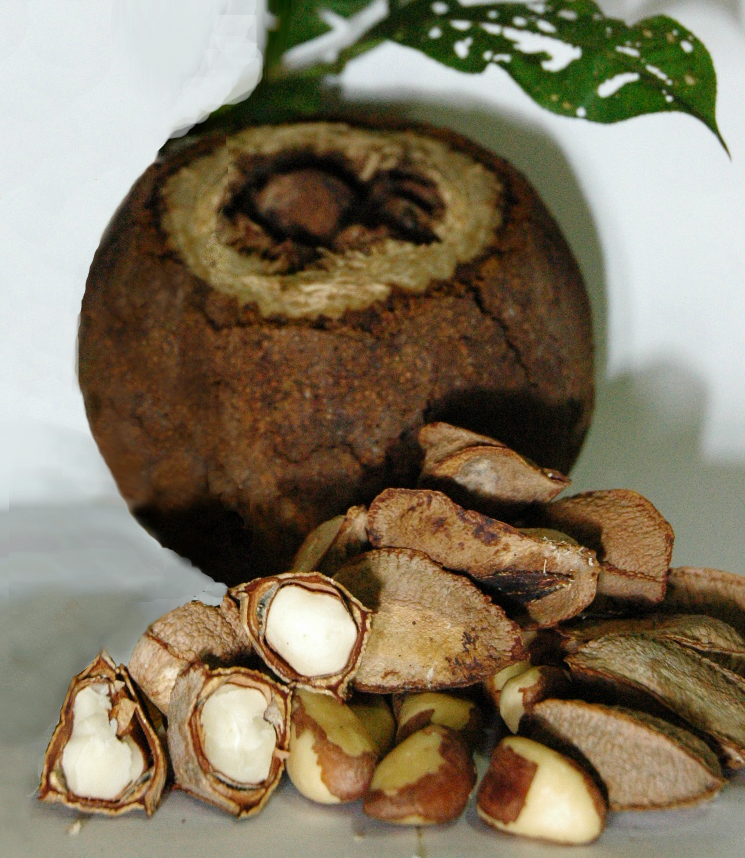
ブラジルナッツの果実と種子
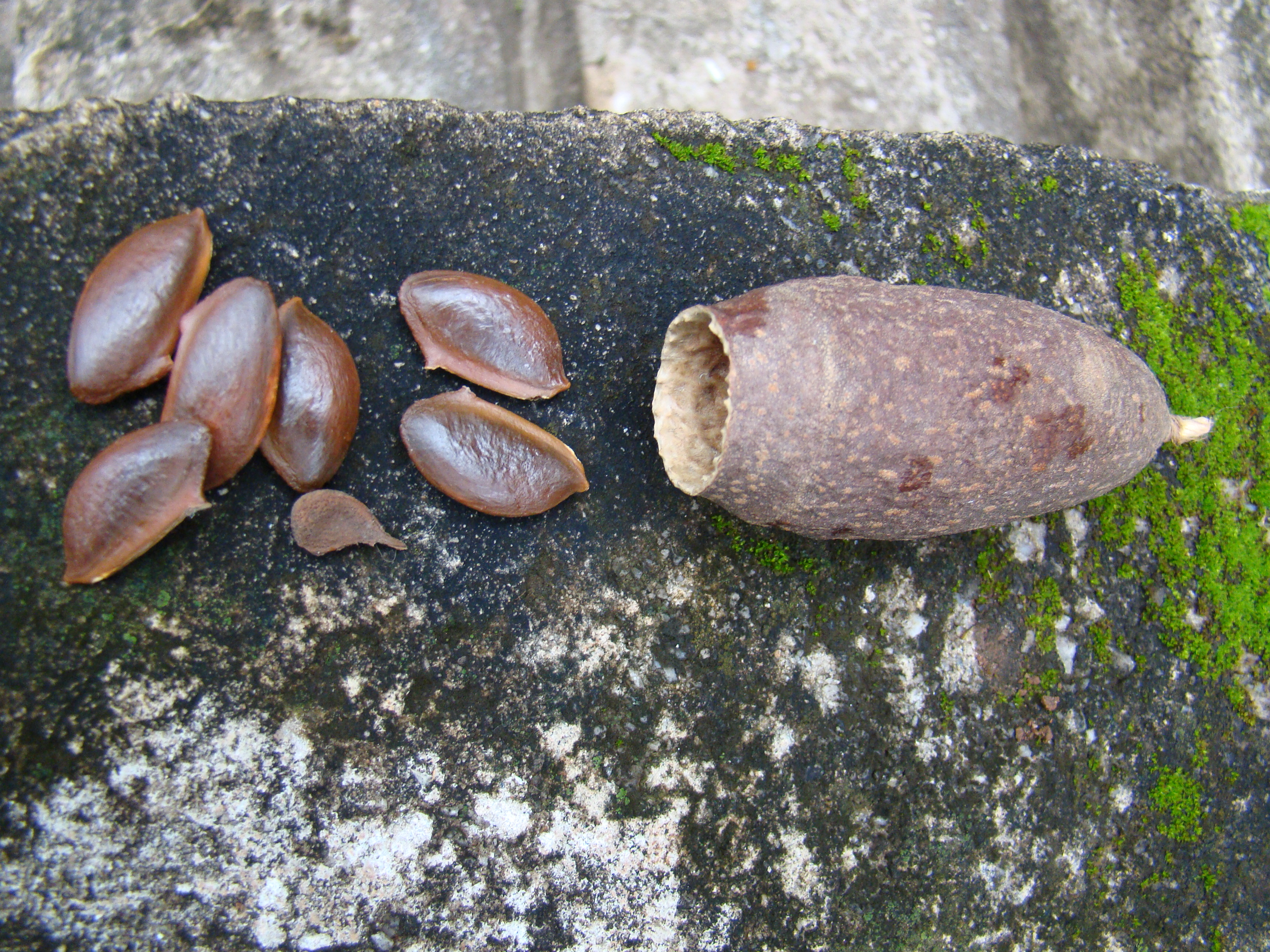
ジェクイチバ（Cariniana legalis）の果実と種子
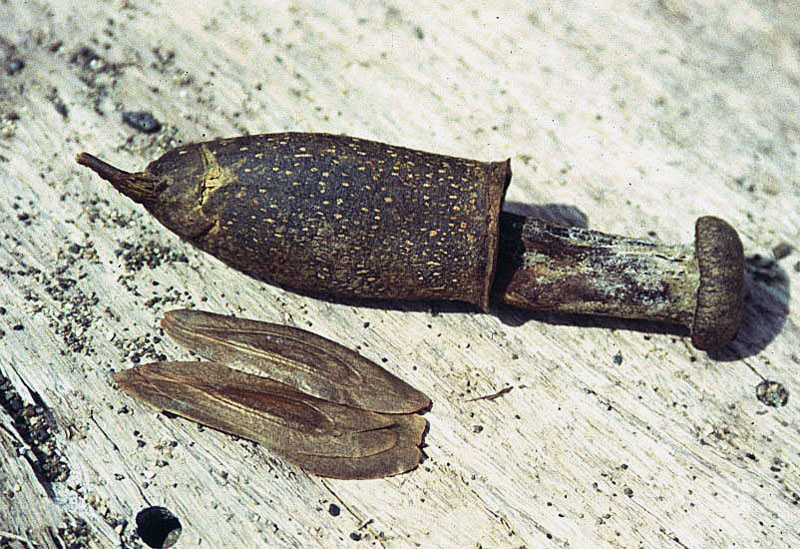
Couratari guianensis Aubl. の果実と種子
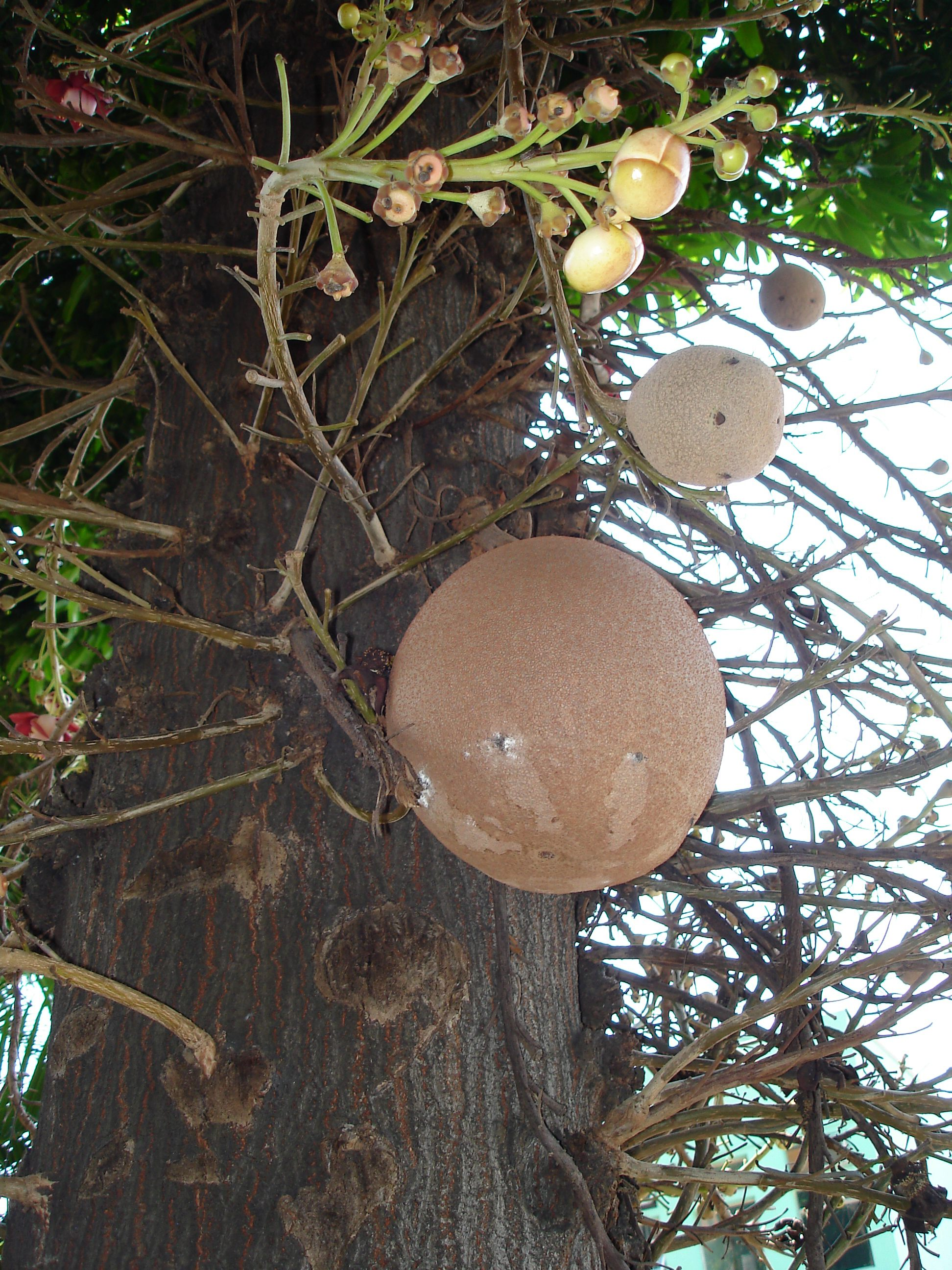
ホウガンボクの果実
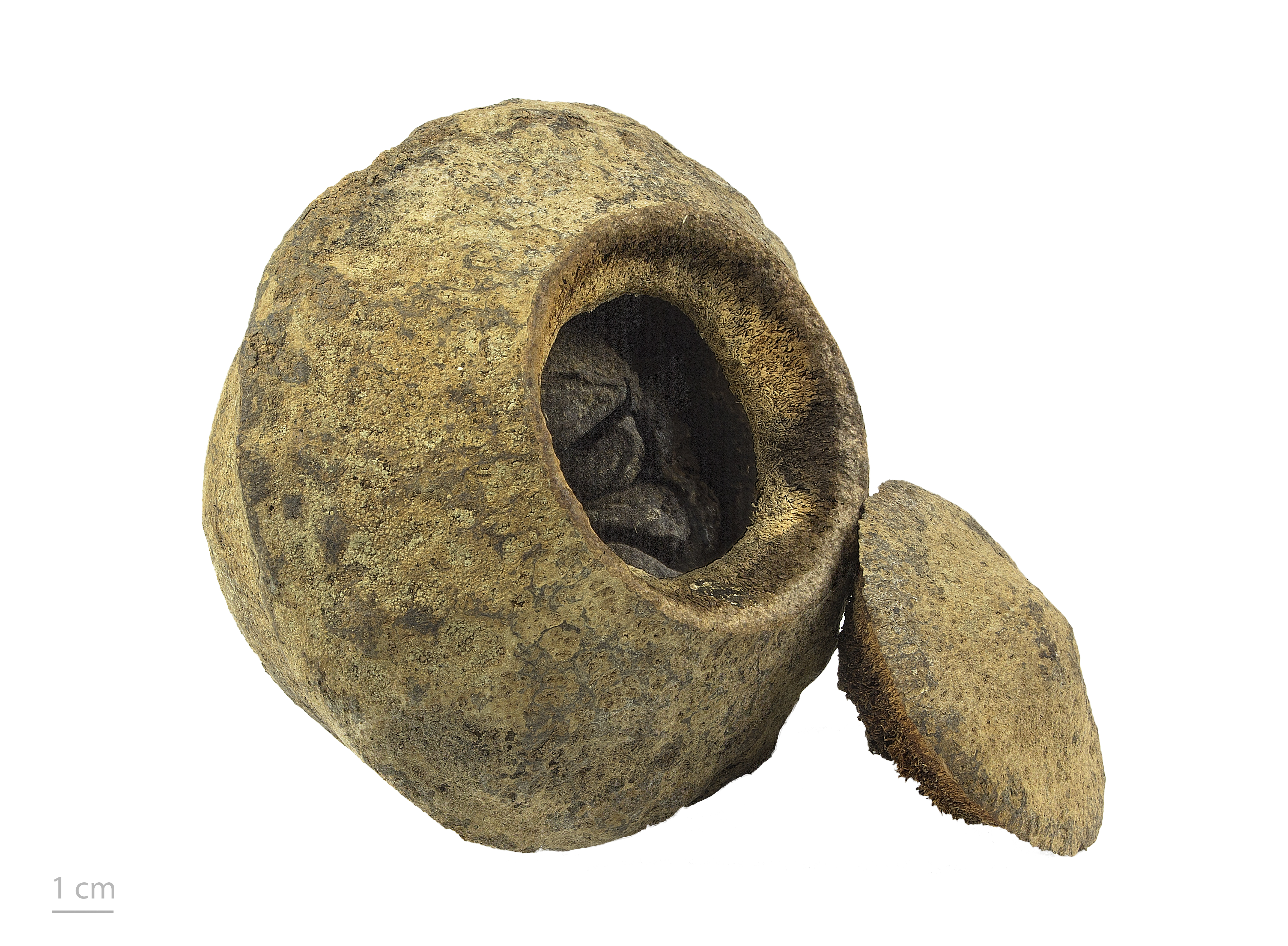
ザブカヨノキ（Lecythis zabucajo）の果実
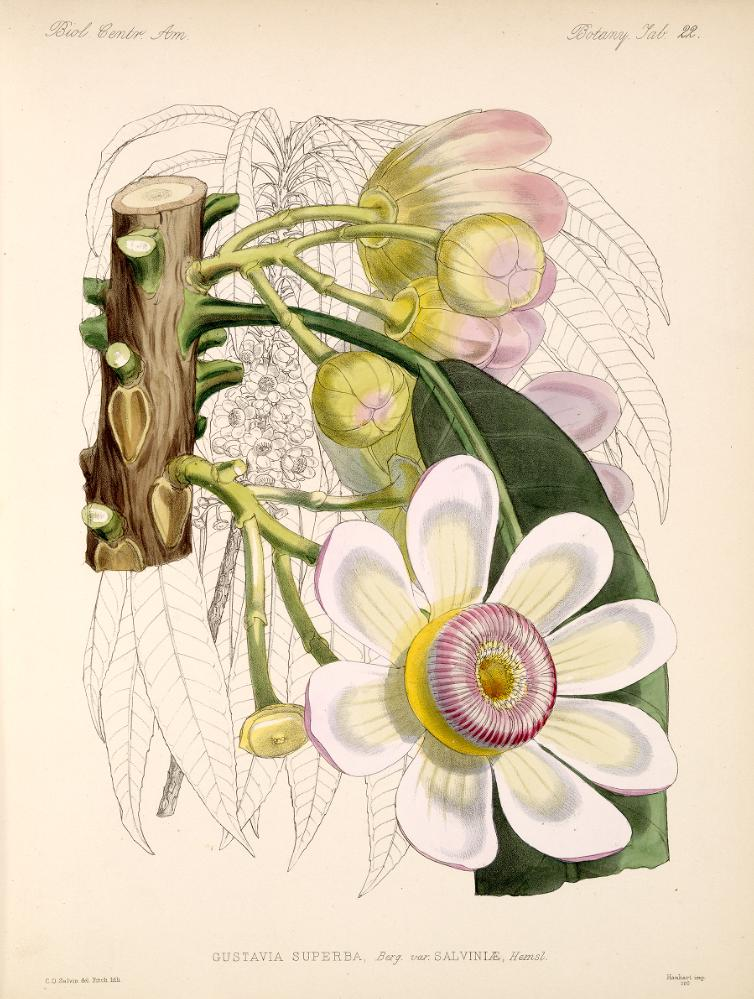
ウラベニグスタビヤ（Gustavia superba）の図版

### Barringtonioideae
亜科 Barringtonioideae Beilschmied（従来 Planchonioideae として知られてきたがこれは誤りであるとされる）は旧熱帯区に分布する以下の属からなる。
- Barringtonia J.R.Forst. & G.Forst.（シノニム: Abdulmajidia Whitmore）サガリバナ属 - 熱帯地域東部および南部アフリカから太平洋にかけて分布する70種あまりからなる属。
  - Barringtonia acutangula (L.) Gaertn. - アフガニスタンからオーストラリア北部にかけて分布する。
    - B. acutangula subsp. spicata (Blume) Payens（シノニム: B. spicata Blume）コサガリバナ[3] - 熱帯アジアに分布する亜種。

  - Barringtonia asiatica (L.) Kurz ゴバンノアシ - タンザニア北東部（ペンバ島、ザンジバル島を含む）、インド洋から太平洋にかけて分布する。
  - Barringtonia macrostachya (Jack) Kurz ヤマサガリバナ[3] - 中華人民共和国南中央部、インドシナからニューギニアにかけて分布する。
  - Barringtonia pendula (Griff.) Kurz プタット（マレー語: putat）[6] - ミャンマー南部からマレー群島区系西部にかけて分布する。
  - Barringtonia racemosa (L.) Spreng. サガリバナ - ケニアからクワズール・ナタール州および太平洋西部にかけて分布する。
  - Barringtonia samoensis A.Gray バリングトニア・サモエンシス[7] - スラウェシ南東部から太平洋西部にかけて分布する。
  - Barringtonia sarcostachys (Blume) Miq. タンパラン（サバ州名: tampalang）[6] - スマトラ南部、ボルネオ西部および北部に分布。
- Careya Roxb. - 3種
  - Careya arborea Roxb. - アフガニスタンからマレー半島北西部にかけて分布する。
  - Careya herbacea Roxb. - ヒマラヤからインド北部にかけて分布する。
  - Careya valida Kurz - アンダマン諸島固有種。
- Chydenanthus Miers - ミャンマー南部からニューギニア西部にかけて分布する Chydenanthus excelsus (Blume) Miers ただ1種のみからなる属。
- Petersianthus Merr.[9][注 1] - 全く分布域の異なる次の2種からなる。いずれも基礎異名（バシオニム（英語版））はシクンシ科である。
  - Petersianthus macrocarpus (P.Beauv.) Liben（バシオニム: Combretum macrocarpum P.Beauv.[10]）[11] アバレ[6]（アニ語: abale）- 熱帯アフリカ西部からアンゴラ北部にかけて分布。
  - Petersianthus quadrialatus (Merr.) Merr.（バシオニム: Terminalia quadrialata Merr.[12]）[9] トゥーグ[6]（フィリピン名: toog）- フィリピン中央部および南部にのみ分布。
- Planchonia Blume - アンダマン諸島からオーストラリア北部にかけて分布する8種からなる属。
  - Planchonia grandis Ridl. オオアガリバナ[3] - マレー群島区系西部に分布する。
  - Planchonia papuana R.Knuth プランチョニア[6] - ニューギニア（Kep. Aru を含む）からソロモン諸島にかけて分布する。
  - Planchonia spectabilis Merr. ラモッグ（フィリピン名: lamog）[6] - フィリピン固有種で、ルソン諸島およびミンダナオ諸島に分布する。
  - Planchonia valida (Blume) Blume アガリバナ[3][6] - アンダマン諸島およびニコバル諸島からマレー群島区系西部および中央部に分布する。

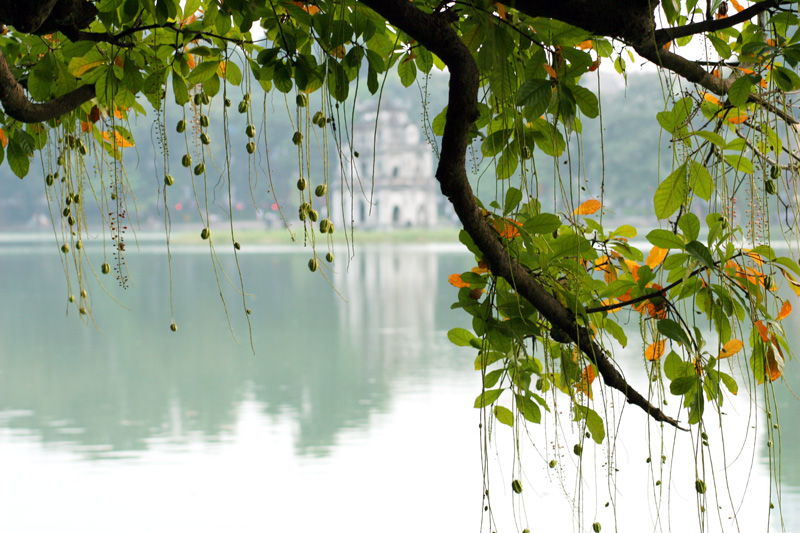
Barringtonia acutangula（ベトナムのホアンキエム湖にて）
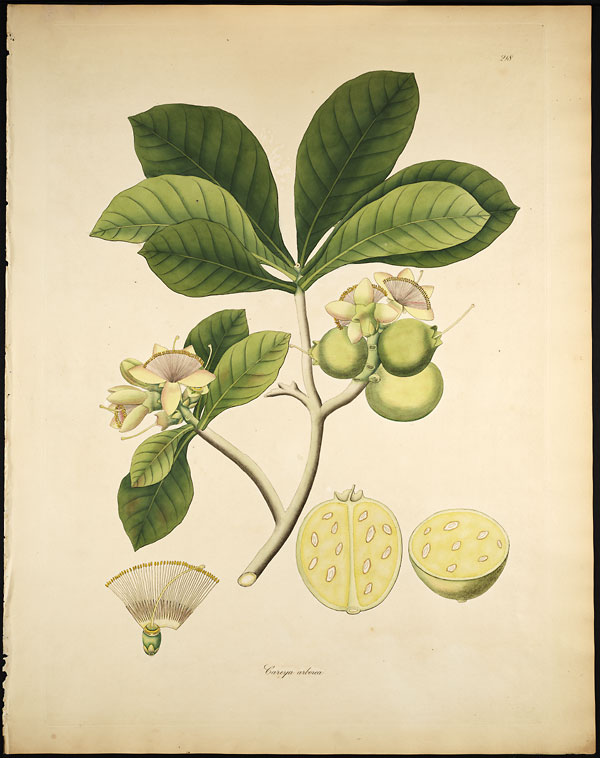
原記載文献 Plants of the Coast of Coromandel 第3巻における Careya arborea の図版
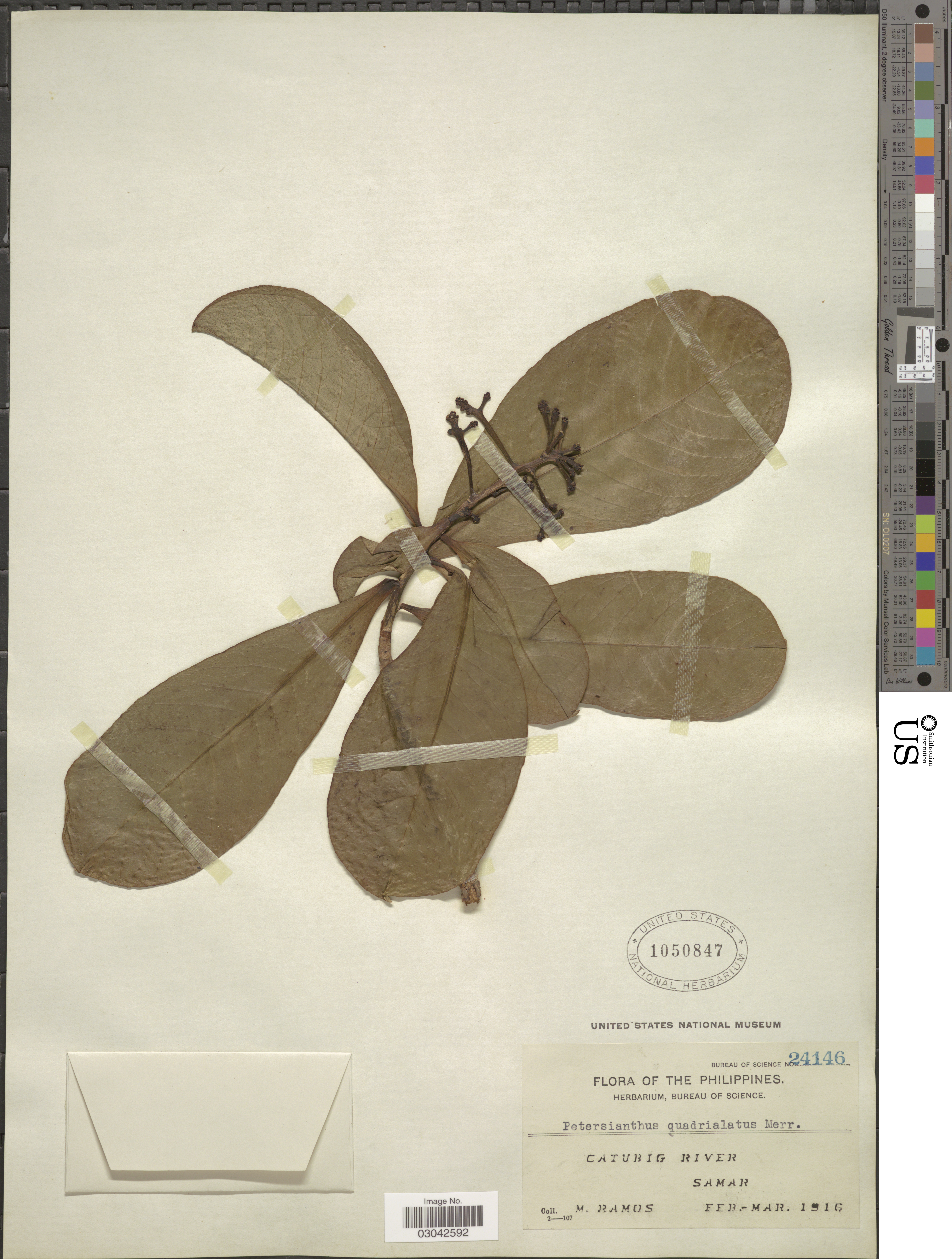
1916年2月-3月にフィリピンのサマール島で採取されたトゥーグ（Petersianthus quadrialatus）の標本

### Foetidoideae
亜科 Foetidioideae は次のただ1属のみからなる。 
- Foetidia Comm. ex Lam. - タンザニア北東部およびインド洋西部に18種が分布する。

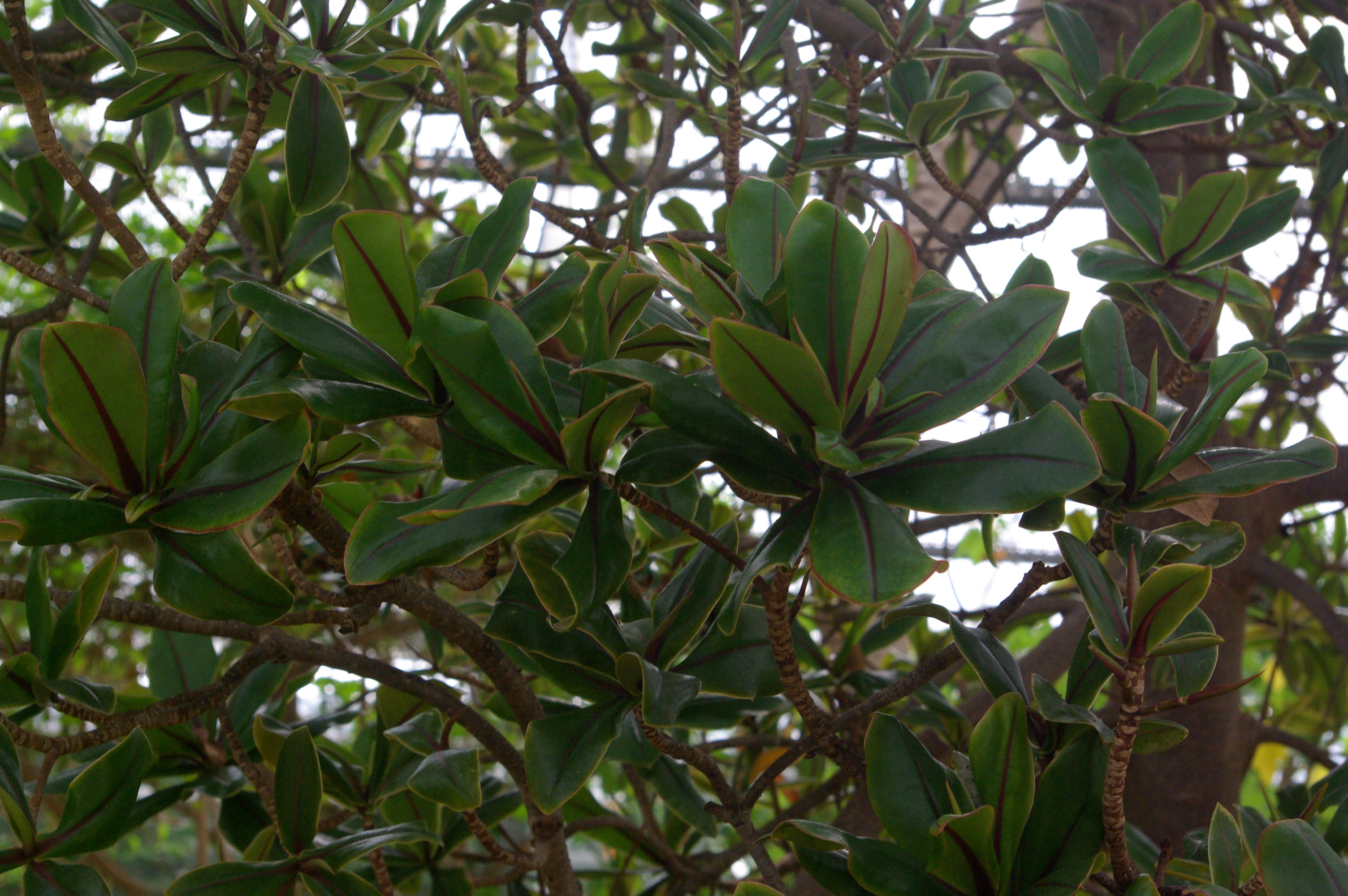
ロドリゲス島固有種の Foetidia rodriguesiana F.Friedmann（フランス、国立ブレスト植物園（英語版））

## 過去の分類体系

### クロンキスト体系
クロンキスト体系では単型のサガリバナ目を作る。
被子植物門 Magnoliophyta
双子葉植物綱 Magnolliopsida
ビワモドキ亜綱 Dilleniidae
サガリバナ目 Lecythidales
サガリバナ科 Lecythidaceae

### 新エングラー体系
新エングラー体系ではフトモモ目に属する。
被子植物門 Angiospermae
双子葉植物綱 Dicotyledoneae
古生花被亜綱（≒離弁花類）Archichlamydeae
フトモモ目 Myrtales
サガリバナ科 Lecythidaceae